# Stylidium beaugleholei
Stylidium beaugleholei este o specie de plante dicotiledonate din genul Stylidium, familia Stylidiaceae, ordinul Asterales, descrisă de James Hamlyn Willis. Conform Catalogue of Life specia Stylidium beaugleholei nu are subspecii cunoscute.